# 세금 공제
세금 공제(tax deduction)는 일반적으로 추가 소득을 창출하기 위해 발생한 비용과 같은 비용을 기준으로 과세 소득에서 공제되는 금액이다. 세금 공제는 면제 및 세액공제와 함께 세금 인센티브의 한 형태이다. 공제, 면제, 세액공제의 차이점은 공제와 면제는 모두 과세 소득을 줄이는 반면, 세액공제는 세금을 줄여준다는 것이다.

## 국제적 관점
많은 시스템에서는 외국 당사자, 특히 관련 당사자에게 지급되는 세금 공제에 제한을 두고 있다. (이전가격 문서 참고)